# Metropolia stawropolska
Metropolia stawropolska – jedna z metropolii Rosyjskiego Kościoła Prawosławnego. W jej skład wchodzą dwie eparchie: eparchia stawropolska oraz eparchia gieorgijewska, jak również dekanaty eparchii piatigorskiej i czerkieskiej położone na terenie Kraju Stawropolskiego.
Erygowana przez Święty Synod Rosyjskiego Kościoła Prawosławnego w czerwcu 2012. Jej pierwszym ordynariuszem został metropolita stawropolski i niewinnomysski Cyryl (Pokrowski).